# آکساکوو (شهرستان کارماسکالینسکی، باشقیرستان)
آکساکوو (انگلیسی: Aksakovo, Karmaskalinsky District, Republic of Bashkortostan) یک شهرک در شهرستان کارماسکالینسکی استان باشقیرستان کشور روسیه است.